# Tor di Valle
Tor di Valle è la trentanovesima zona di Roma nell'Agro romano, indicata con Z. XXXIX.
Il toponimo indica anche la zona urbanistica 12X del Municipio Roma IX di Roma Capitale.
La zona prende il nome da un casale con torre chiamato Turris della Vallora. I vallora erano i prati nell'ansa del Tevere.

## Geografia fisica

### Territorio
Si trova nell'area sud di Roma, in un'ansa del fiume Tevere (riva sinistra), a ovest della via del Mare.
La zona confina:
- a nord con il suburbio S. VII Portuense[1] e dal quartiere Q. XXXII Europa[2]
- a est con la zona Z. XXVII Torrino[3]
- a sud con la zona Z. XXXI Mezzocammino[4]
- a ovest con la zona Z. XL Magliana Vecchia[5]

## Monumenti e luoghi d'interesse
- Ponte di Vallerano, dell'antica via Ostiensis sul fosso di Vallerano. Ponte del II secolo a.C. 41.826733°N 12.445345°E

Il ponte è perfettamente conservato ed è visibile soltanto dall'adiacente pista ciclabile, in quanto è nascosto dalle strutture della via del Mare e della via Ostiense, che scorrono proprio sopra di esso.
- Torre (Turris) e casale della Vallora, su via Ostiense. Torre del XIII secolo e casale del XVII secolo. 41.826174°N 12.445075°E

## Odonimia
Oltre ad un tratto della via del Mare, la zona presenta solo 4 strade, tutte a tema ippico:
- Trotto, Equitazione, Ippica, Ippodromo di Tor di Valle

## Impianti sportivi
- Ippodromo Tor di Valle. Ippodromo del XX secolo (1959).

Progetto dell'architetto Julio Lafuente.

### Nuovo stadio A.S. Roma
Il 30 dicembre 2012, ad Orlando in Florida, l'allora presidente della A.S. Roma James Pallotta, l'amministratore delegato Italo Zanzi e il costruttore Luca Parnasi, proprietario del terreno, ufficializzarono l'accordo per la costruzione di uno stadio di proprietà della A.S. Roma, in luogo dell'ippodromo.

Il 4 settembre 2014 la Giunta Capitolina stabilì il riconoscimento di pubblico interesse, con prescrizioni, del progetto preliminare-studio di fattibilità riguardante l'impianto sportivo presentato dalla EURNOVA srl. Il 5 dicembre 2017 il progetto venne approvato dalla regione Lazio, per poi essere definitivamente cancellato nel 2021.

## Infrastrutture e trasporti
|  | È raggiungibile dalla stazione Tor di Valle. |